# جافورونكي
زهافورونكي (بالروسية: Жаворонки) هي قرية في مقاطعة موسكو أوبلاست في روسيا. يبلغ عدد سكانها حوالي 2931 نسمة.